# 1999年ポルトガル議会選挙

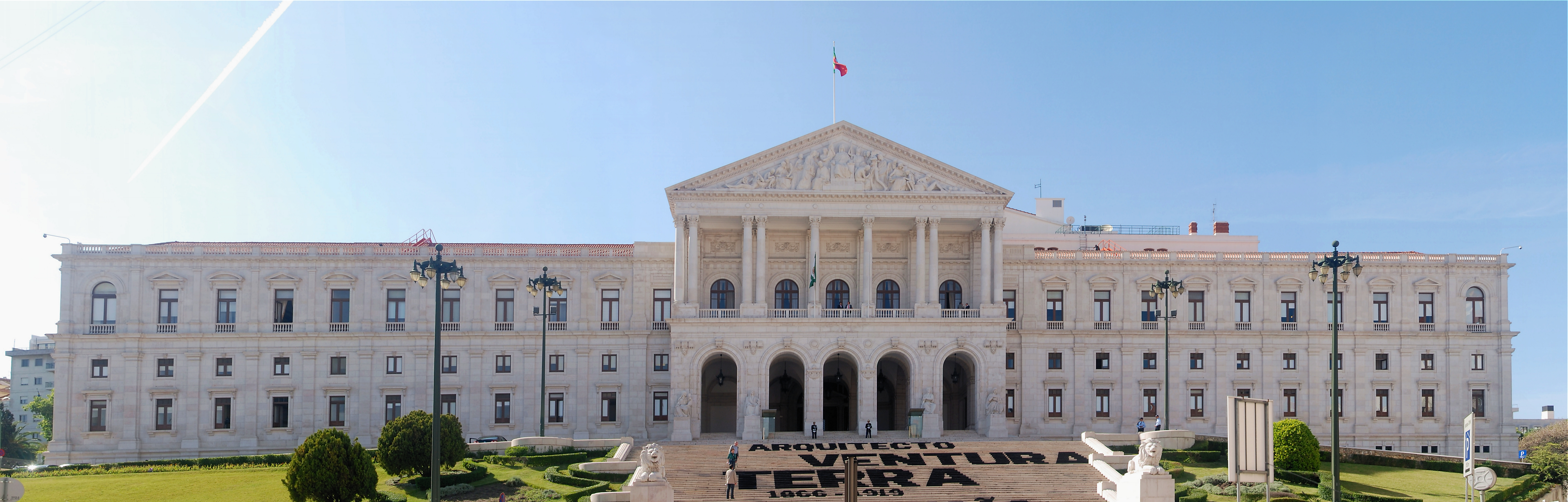
共和国議会議事堂（サン・ベント宮殿）

1999年ポルトガル議会選挙（1999ねんぽるとがるぎかいせんきょ、ポルトガル語：Eleições legislativas portuguesas de 1999）は、ポルトガル共和国の立法府である共和国議会（Assembleia da República）を構成する議員を選出するため、1999年10月10日に行われた選挙である。

## 概要
- 議会定数：230議席
- 議員任期：4年（但し、議会が解散された場合は任期満了前に議員資格を失う）
- 選挙制度[1]：比例代表制（拘束名簿式）
  - 有権者は政党に投票
  - 選挙区毎にドント式で各政党に比例配分
  - 議席阻止条項は無し
- 選挙区[2]：22選挙区（2～48名）
  - ポルトガル本土：18選挙区
  - アゾレス諸島：1選挙区
  - マデイラ諸島：1選挙区
  - 国外欧州内選挙区：1選挙区
  - 国外欧州外選挙区：1選挙区
- 有権者：選挙権と被選挙権は共に18歳以上のポルトガル国民

## 選挙結果
- 投票日：1999年10月10日
- 有権者数：8,864,604名

| 党派                         | 得票数                | 得票率                | 議席数 |
| ---------------------------- | --------------------- | --------------------- | ------ |
| 社会党(PS)                   | 2,385,922             | 44.06                 | 115    |
| 社会民主党(PPD/PSD)          | 1,750,158             | 32.32                 | 81     |
| 統一民主同盟(CDU)            | 487,058               | 8.99                  | 17     |
| 民主社会中道・人民党(CDS-PP) | 451,643               | 8.34                  | 15     |
| 左翼ブロック(B.E.)           | 132,333               | 2.44                  | 2      |
| その他の政党                 | 99,842                | 1.86                  | 0      |
| 白票                         | 56,964                | 1.05                  | ―      |
| 無効票                       | 51,230                | 0.95                  | ―      |
| 合計                         | 5,415,102             |                       | 230    |
| 男性当選者（81.30％）        | 男性当選者（81.30％） | 男性当選者（81.30％） | (187)  |
| 女性当選者（18.70％）        | 女性当選者（18.70％） | 女性当選者（18.70％） | (43)   |

- 投票率：61.09％
- 出典
  - CNE Assembleia da República - 10/10/1999 Resultados Nacionais
  - CNE Assembleia da República - 10/10/1999 Votação por Partido - Resultados Nacionais。
  - PORTUGAL Parliamentary elections Assembleia da Republica.1999（IPU 列国議会同盟）